# Saint-Laurent-de-la-Salanque
Saint-Laurent-de-la-Salanque är en kommun i departementet Pyrénées-Orientales i regionen Occitanien i södra Frankrike. Kommunen ligger i kantonen Saint-Laurent-de-la-Salanque som tillhör arrondissementet Perpignan. År 2022 hade Saint-Laurent-de-la-Salanque 9 941 invånare.

## Befolkningsutveckling
Antalet invånare i kommunen Saint-Laurent-de-la-Salanque
| Referens: INSEE |